# João Pedro
João Pedro có thể là:

## Cầu thủ bóng đá
- China (cầu thủ bóng đá, sinh 1982), João Pedro dos Santos Gonçalves, cầu thủ bóng đá Brasil
- Jeitoso (sinh 1991), João Pedro Mussica, cầu thủ bóng đá Mozambique
- João Amaral (cầu thủ bóng đá, sinh 1991), João Pedro Reis Amaral, cầu thủ bóng đá Bồ Đào Nha
- João Belo (cầu thủ bóng đá) (1910–????), João Pedro Bellard Belo, cựu cầu thủ bóng đá Bồ Đào Nha
- João Pedro Pinto Cardoso, cầu thủ bóng đá Bồ Đào Nha
- João Camacho (sinh 1994), João Pedro Gomes Camacho, cầu thủ bóng đá Bồ Đào Nha
- João Carneiro (sinh 1987), João Pedro Barreira Carneiro, cầu thủ bóng đá Bồ Đào Nha
- João Pedro Araújo Correia, cầu thủ bóng đá Bồ Đào Nha
- João Gonçalves (cầu thủ bóng đá, sinh 1988), João Pedro do Espírito Santo Gonçalves, cựu cầu thủ bóng đá Bồ Đào Nha
- João Graça (sinh 1995), João Pedro Salazar da Graça, cầu thủ bóng đá Bồ Đào Nha
- João Martins (cầu thủ bóng đá, sinh 1982), João Pedro Pinto Martins, cầu thủ bóng đá Angola
- João Nogueira (cầu thủ bóng đá) (sinh 1986), João Pedro Salgado Nogueira, cầu thủ bóng đá Bồ Đào Nha
- João Paiva (sinh 1983), João Pedro de Lemos Paiva, cầu thủ bóng đá Bồ Đào Nha
- João Pedro (cầu thủ bóng đá, sinh 1975), João Pedro Fernades, cựu cầu thủ bóng đá Bồ Đào Nha sinh ở Pháp
- João Pedro (cầu thủ bóng đá, sinh 1980), João Pedro Lima Santos, cựu cầu thủ bóng đá Bồ Đào Nha
- João Pedro (cầu thủ bóng đá, sinh 1984), João Pedro Henriques Neto, cựu cầu thủ bóng đá Bồ Đào Nha
- João Pedro (cầu thủ bóng đá, sinh 1986), João Pedro Guerra Cunha, cầu thủ bóng đá Bồ Đào Nha
- João Pedro (cầu thủ bóng đá, sinh tháng 5 năm 1987), João Pedro Oliveira Araújo, cầu thủ bóng đá Bồ Đào Nha
- João Pedro (cầu thủ bóng đá, sinh tháng 12 năm 1987), João Pedro Azevedo Silva, cầu thủ bóng đá Bồ Đào Nha
- João Pedro Mendes Silva, cầu thủ bóng đá Bồ Đào Nha
- João Pedro (cầu thủ bóng đá, sinh 1992), João Pedro Geraldino dos Santos Galvão, cầu thủ bóng đá Ý
- João Pedro (cầu thủ bóng đá, sinh 3 tháng 4 năm 1993), João Pedro Almeida Machado, cầu thủ bóng đá Bồ Đào Nha
- João Pedro (cầu thủ bóng đá, sinh 22 tháng 4 năm 1993), João Pedro Pereira dos Santos, cầu thủ bóng đá Brasil
- João Pedro (cầu thủ bóng đá, sinh tháng 4 năm 1996), João Pedro Maciel Silva, cầu thủ bóng đá Brasil
- João Pedro (cầu thủ bóng đá, sinh 13 tháng 11 năm 1996), João Pedro Sousa Silva, cầu thủ bóng đá Bồ Đào Nha
- João Pedro (cầu thủ bóng đá, sinh 15 tháng 11 năm 1996), João Pedro Maturano dos Santos, cầu thủ bóng đá Brasil
- João Pedro (cầu thủ bóng đá, sinh 1997) (João Pedro Heinen Silva), cầu thủ bóng đá Brasil
- João Pedro (cầu thủ bóng đá, sinh 1999), João Pedro Mendes Santos, cầu thủ bóng đá Brasil
- João Pedro (cầu thủ bóng đá, sinh tháng 4 năm 2000), João Pedro Costa Contreiras Martins, cầu thủ bóng đá Brasil
- João Pedro (cầu thủ bóng đá, sinh tháng 5 năm 2000), João Pedro Boeira Duarte, cầu thủ bóng đá Brasil
- João Pedro (cầu thủ bóng đá, sinh tháng 8 năm 2000), João Pedro da Silva Freitas, cựu cầu thủ bóng đá Đông Timor
- João Pedro (cầu thủ bóng đá, sinh 2001), João Pedro Junqueira de Jesus, cầu thủ bóng đá Brasil cho Brighton
- João Pedro (cầu thủ bóng đá, sinh 2002), João Pedro de Moura Siembarski, cầu thủ bóng đá Brasil
- João Pedro (cầu thủ bóng đá, sinh 2004), João Pedro de Sá Mendonça, cầu thủ bóng đá Brasil
- João Pedro Sousa (sinh 1971), huấn luyện viên và cựu cầu thủ bóng đá Bồ Đào Nha
- João Silva (cầu thủ bóng đá, sinh 1990), João Pedro Pereira Silva, cầu thủ bóng đá Bồ Đào Nha
- João Ventura (sinh 1994), João Pedro Ventura Medeiros, cầu thủ bóng đá Bồ Đào Nha
- João Pedro Neves Filipe, cầu thủ bóng đá Bồ Đào Nha
- Pedrinho (cầu thủ bóng đá, sinh 1993), João Pedro Oliveira Santos, cầu thủ bóng đá Brasil
- Pedro Mingote (sinh 1980), João Pedro Mingote Ribeiro, cựu cầu thủ bóng đá Bồ Đào Nha
- Pepê (cầu thủ bóng đá, sinh 1998), João Pedro Vilardi Pinto, cầu thủ bóng đá Brasil

## Người khác
- João Pedro de Almeida Mota (1744–1817), Portuguese composer
- João Ferreira (hurdler), João Pedro Ferreira, Portuguese former athlete
- João Pedro, Portuguese bass player with Moonspell
- João Pedro de Magalhães, Portuguese microbiologist
- João Pedro Mouzinho de Albuquerque (1736–1802), Portuguese nobleman
- João Pedro Pais (born 1971), Portuguese singer
- João Pedro Pio (born 1996), Brazilian futsal player
- João Pedro Rodrigues (born 1966), Portuguese film director
- João Pedro Silva (triathlete) (born 1989), Portuguese triathlete
- João Pedro Silva (handballer) (born 1994), Brazilian handball player
- João Pedro Sorgi (born 1993), Brazilian tennis player
- João Pedro Torlades O'Neill, Portuguese former vice-consul of Belgium from Portugal